# Nekfeu
Nekfeu，本名Ken Samaras，1990年4月3日出生于拉特里尼泰（一说尼斯），是一名法国男歌手。

## 生平
Nekfeu出生于滨海阿尔卑斯省的拉特里尼泰，他的童年及青少年生活尚无过多的公开细节。2007年，Nekfeu选择停止学业并开始进行音乐创作，他先后加入加入S-Crew和1995饶舌乐队，2012年起开始进行独立创作。2015年，他发布了首张个人专辑《Feu》。2017年，Nekfeu首次参与电影拍摄。

## 专辑
- Feu（法语：Feu (album)）（2015年）
- Cyborg（法语：Cyborg (album de Nekfeu)）（2016年）
- Les Étoiles vagabondes（法语：Les Étoiles vagabondes）（2019年）

## 争议
2013年，Nekfeu曾参与制作电影《La Marche》的主题曲，后者因歌词被指支持暴力且辱骂《查理周刊》而遭到非议。
2024年，Nekfeu因被其前女友指控暴力而遭到逮捕，后被判处两个月监禁。